# Fukuroi

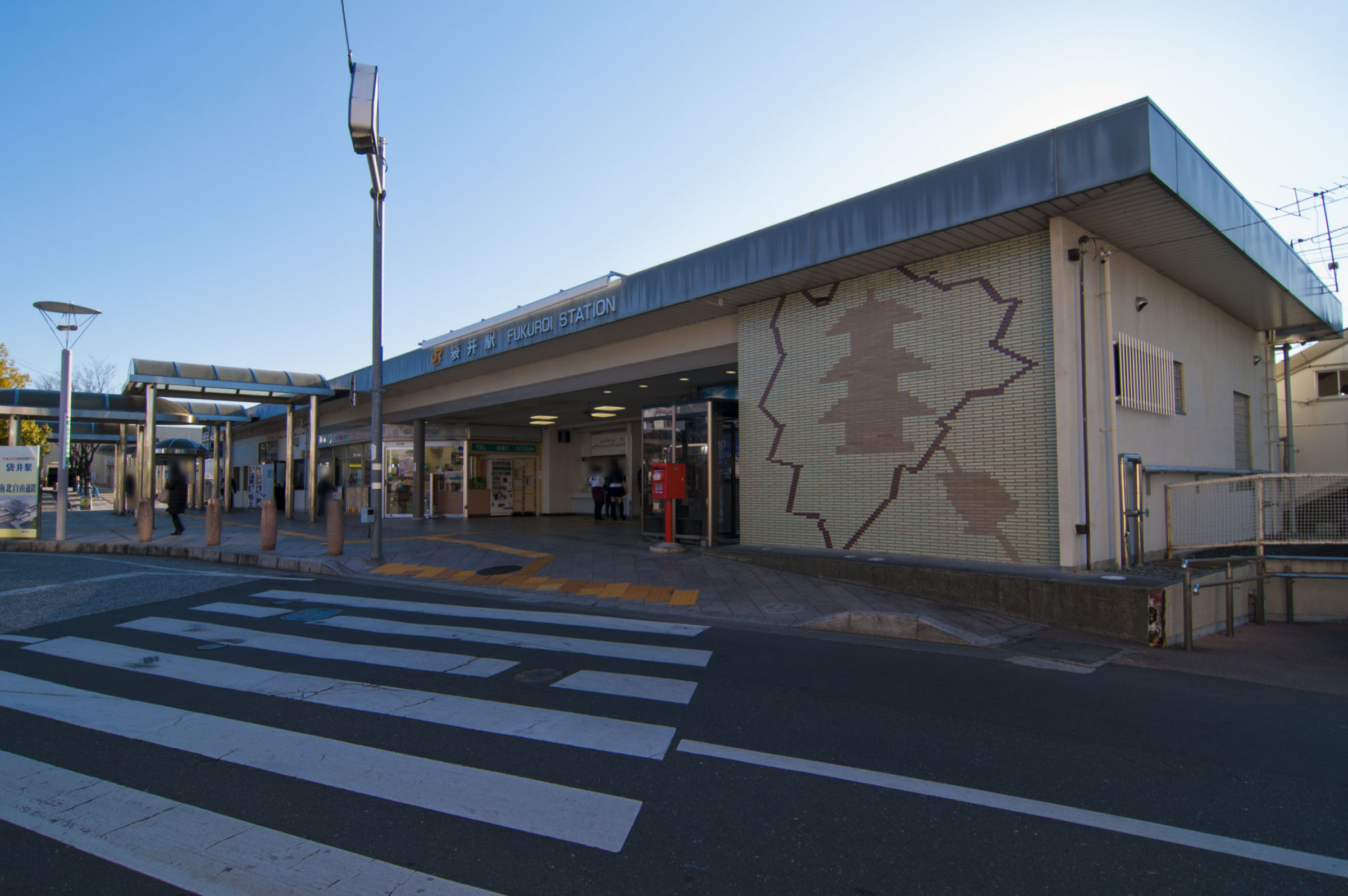
Estação de Fukuroi

Fukuroi (袋井市 -shi) é uma cidade japonesa localizada na província de Shizuoka.
Em 2003 a cidade tinha uma população estimada em 61 770 habitantes e uma densidade populacional de 771,16 h/km². Tem uma área total de 80,10 km².
Recebeu o estatuto de cidade a 3 de Novembro de 1958.

## Cidades-irmãs
- Hillsboro, EUA
- Narakawa, Japão